# Фокин, Валентин Васильевич (машиностроитель)
Валентин Васильевич Фокин (1899 — 25 апреля 1938) — советский государственный и хозяйственный деятель, организатор промышленности.
Место рождения — станция Илларионово Екатерининской железной дороги.
- 1918—1920? — конторщик на железнодорожной станции,
- 1926 — окончил Харьковский технологический институт
- 1924—1933 — конструктор, помощник начальника и начальник электрического цеха, начальник теплоцеха, дизельного отдела, с 1930 года — помощник директора по технической части, главный инженер, начальник отдела специального машиностроения Харьковского паровозостроительного завода.
- 1933—1935 — директор Машиностроительного завода им. Ворошилова в Ленинграде,
- 1935—1937 — директор Сталинградского тракторного завода им. Дзержинского.
- 1937—1938 — заместитель наркома машиностроения СССР.

Делегат Чрезвычайного VIII Съезда Советов.
Арестован по обвинению в участии в контрреволюционной террористической организации 10 февраля 1938 года. Приговорён к расстрелу 25 апреля 1938 года и в тот же день расстрелян. Место захоронения: Коммунарка.